# ریتم ۲۱
ریتم ۲۱ (آلمانی: Rhythmus 21) نام یک فیلم تجربی انتزاعی آلمانی به کارگردانی هانس ریشتر است.
ریتم ۲۱ نخستین فیلم از مجموعه‌فیلم‌هایی تحت عنوان «ریتم» توسط این کارگردان است. کارشناسان سینما آن را یکی از فیلم‌های اولیه و تأثیرگذار در جنبش فیلم‌های انتزاعی می‌دانند. بسیاری از فیلم‌های انتزاعی ترکیبی از هنر، فیلم و موسیقی هستند چرا که بر صفحهٔ سینما، ترکیبی از عناصر پویا، ریتم و حرکت مشاهده می‌شود. این فیلم‌ها نام خود را از عناصر ریتمیک بصری می‌گیرند که شباهت زیادی به موسیقی دارند.